# Гротхаус, Эрнст Филипп фон
Барон Эрнст Филипп Фердинанд фон Гротхаус цу Леденбург (нем. Ernst Philipp Ferdinand von Grothaus zu Ledenburg; 9 декабря 1703 — 24 ноября 1776) — немецкий военачальник, генерал кавалерии Курфюршества Брауншвейг-Люнебург, генерал-лейтенант Королевства Великобритания.

## Биография
Последний агнат Вестфальской линии баронов Гротхаус.
Служил пажем при дворе принца-епископа Оснабрюка Эрнста Августа, герцога Йоркского и Олбани. В 1721 году вступил в качестве прапорщика в пехотный полк принца-епископа под командованием полковника фон Лангена. В 1723 году — корнет в ганноверского кавалерийского полка «де Сен-Лоран». В 1740 году был произведён в капитан-лейтенанты, а затем в капитаны. С 1757 по 1761 год Гротхаус был владельцем Кур-Брауншвейг-Люнебургского рейтерского полка, в котором дослужился к концу своей военной карьеры до генеральского чина.
С 1733 года был женат на Анне Фридерике фон Ольдерсхаузен. У пары было пятеро детей, в том числе дочь, Элеонора фон Гротхаус. Его внук — граф Эрнст Фридрих Герберт цу Мюнстер-Леденбург фон Гротхаус.